# سباق نوكير كويرز 2017
سباق نوكير كويرز 2017 (بالألمانية: Nokere Koerse 2017) هو سباق دراجات هوائية، وهو الموسم رقم 72 من نفس السباق، وأقيم في 15 مارس 2017، وامتدّ لمسافة 192.3 كيلومتر، وهو أحد سباقات طواف أوروبا للدراجات 2017، وهو من نوع سباق يوم واحد، وقد شارك في السباق 179 متسابقاً ووصل إلى نهايته 168 متسابقاً.
فاز فيه بالمركز الأول ناصر بوهاني، وبالمركز الثاني أدم بليث، وبالمركز الثالث Joeri Stallaert ‏.

## الفرق
| فرق عالمية (6)- BMC Racing Team - Bora-Hansgrohe - Katusha-Alpecin - Lotto NL-Jumbo - Lotto-Soudal - سنويب فرق قارية محترفة (13)- أكوا بلو سبورت 2017 ‏ - CCC Development Team ‏ - Cofidis, Solutions Crédits - Direct Énergie - Fortuneo-Vital Concept - غازبروم روسفيلو ‏ - Israel Cycling Academy - نيبو-فيني فانتيني 2017 ‏ - رومبوت تشارلز ‏ - سبورت فلاندرين بالويس 2017 ‏ - Verandas Willems-Crelan ‏ - Wanty-Groupe Gobert - بنجوال باوليز ساوكس دبليو بي ‏ فرق قارية (4)- Team Metalced ‏ - Joker Fuel of Norway ‏ - Pauwels Sauzen–Vastgoedservice ‏ - سوبرانو هام ايزوريكس 2017 ‏ |  |
| |  |

## التصنيف العام النهائي
| التصنيف العام | التصنيف العام       | التصنيف العام   | التصنيف العام               | التصنيف العام |        |
| الدراج        | الدراج              | البلد           | الفريق                      | الوقت         | السرعة |
| ------------- | ------------------- | --------------- | --------------------------- | ------------- | ------ |
| 1.            | ناصر بوهاني         | فرنسا           | كوفيديس                     | 4 س 07 د 31 ث |        |
| 2.            | أدم بليث            | المملكة المتحدة | Aqua Blue Sport             | + 0 ث         |        |
| 3.            | Joeri Stallaert ‏    | بلجيكا          | Cibel-Cebon                 | + 0 ث         |        |
| 4.            | فل بوهوس            | ألمانيا         | سنويب                       | + 0 ث         |        |
| 5.            | Bert Van Lerberghe ‏ | بلجيكا          | Sport Vlaanderen-Baloise    | + 0 ث         |        |
| 6.            | Coen Vermeltfoort ‏  | هولندا          | Roompot-Nederlandse Loterij | + 0 ث         |        |
| 7.            | روديجر سليج         | ألمانيا         | بورا هانسغروه               | + 0 ث         |        |
| 8.            | أندريه لوويج        | هولندا          | Roompot-Nederlandse Loterij | + 0 ث         |        |
| 9.            | آلان باناسيك        | بولندا          | CCC Sprandi Polkowice       | + 0 ث         |        |
| 10.           | ماثياس دي ويت       | بلجيكا          | Cibel-Cebon                 | + 0 ث         |        |

## وصلات خارجية
- الموقع الرسمي
- سباق نوكير كويرز 2017 على موقع إحصائيات الدراجات الإحترافية (الإنجليزية)